# Kreuzpolka
Die Kreuzpolka ist ein Figurentanz im 2/4 Takt. Entstanden ist sie Mitte des 19. Jahrhunderts in Pommern als städtischer Gesellschaftstanz, eroberte 1887 die Berliner Tanzsäle und verbreitete sich dann über ganz Mitteleuropa. Hans von der Au gibt an, dass sie sich aus dem Hack-Schottisch entwickelt habe.
Der Name lehnt sich an die Tanzfassung und einige Tanzschritte an.
Für die weite Verbreitung der Kreuzpolka spricht auch die Tatsache, dass sie bereits Bestandteil der ersten Liste der Österreichischen Grundtänze aus dem Jahr 1956 war. 

## Tanzabfolge
Speziell im deutschsprachigen Gebiet gibt es eine Vielzahl verschiedener Arten dieses Tanzes:

### Form aus der Oberpfalz
- Takt 1–2: mit 3 Schritten, Tänzer links, Tänzerin rechts beginnend, eine ganze Drehung mit raumgreifenden Schritten in Tanzrichtung und anschließendem Kreuztupftritt
- Takt 3–4: dasselbe gegen die Tanzrichtung, Tänzer rechts, Tänzerin links beginnend
- Takt 5: ein Seitstellschritt in Tanzrichtung
- Takt 6: dasselbe gegengleich, aber auf den Partner zu
- Takt 7–8: Zweischrittdreher (mit 4 Schritten 2 Umdrehungen im Uhrzeigersinn)